# 장진선
장진선(長津線)은 함경남도 영광군에 위치한. 신흥선의 영광역(구 오로역)과 장진군의 사수역을 잇는 협궤철도노선이다. 이 노선은 1934년에 전구간이 개통되었으며, 장진강수력발전소까지 연결되는 산업철도이다. 보장 - 황초령 간에는 대한민국에서는 이미 사라진 인클라인도 설치되어 있다. 신흥선을 거쳐 함흥시로 연결된다.

## 노선 정보
- 구간과 거리 : 영광역-사수역 59.7km
- 역 수 : 13개(양단역 포함)
- 궤도 간격 : 762mm(협궤)
- 전철화 구간 : 전체(직류 3000V)
- 복선 구간 : 없음

## 연혁

### 조선철도주식회사함남선 지선구간(오로역~상통역)
- 1926년 10월 1일 : 오로역(영광역)~상통역 구간 개통

### 신흥철도주식회사 장진선 구간(상통역~사수역)
- 1934년 9월 1일 : 상통역~삼거역 구간 개통[2]
- 1934년 11월 1일 : 삼거역~구진역(舊津驛) 구간 개통[3]
- 1935년 2월 21일 : 중남신호장이 중남역(中南驛)으로 승격됨[4]
- 1935년 7월 15일 : 신대역(新垈驛)~구진역 구간 폐지[5]
- 1935년 8월 30일 : 사수역(泗水驛)~신대역 구간 폐지[6]

### 노선통합 이후
- 1938년 4월 22일 : 조선철도주식회사 소속 함남선이 신흥철도주식회사에 양도됨, 이에 따라 오로역~사수역 구간이 통합운영됨[7]
- 조선민주주의인민공화국 수립이후 이 노선은 국유화됨

## 역 목록
- 영광역(榮光驛)
- 동양역(東陽驛)
- 송당역(松堂驛)
- 상통역(上通驛)
- 룡수역(龍水驛)
- 하기천역(下岐川驛)
- 삼거역(三巨驛)
- 보장역(堡庄驛)
- 황초령역(黃草嶺驛)
- 고토역(古土驛)
- 부성역(富盛驛)
- 상평역(上坪驛)
- 장진역(長津驛)
- 사수역(泗水驛)

## 같이 보기
- 신흥선
- 장진강
- 장진호
- 장진호 전투